# Théâtre d'opéra et de ballet de Tchouvachie
Le Théâtre d'opéra et de ballet de Tchouvachie (en russe : Чувашский государственный театр оперы и балета, en tchouvache : Чӑваш патшалăх оперăпа балет театрĕ) est une scène de Tcheboksary, en Tchouvachie (Russie), fondée en 1960. Son fondateur et premier directeur est Boris Markov.

## Historique
Le Théâtre d'opéra et de ballet de Tchouvachie est inauguré en 1960 par l’opéra Le Moulin à eau (en tchouvache : Шывармань) de F. Vassiliev, sous la direction de Boris S. Markov. En 1967, l'opéra Narspi de G. Hirbyu reçoit le prix d’État ChASSR.
La dénomination actuelle du théâtre date de 1993.

## Architecture
Le bâtiment actuel du théâtre est construit en 1985 par les architectes R. A. Begunts et V. A. Teneta et cette réalisation leur vaut le Prix d'État (ru) de la RSFR en 1987.
L'ensemble est composé en Z et l'architecture austère et singulière du bâtiment de marbre blanc, qui se situe entre brutalisme et modernisme socialiste tranche avec l'aspect somptuaire de l'intérieur, qui comporte un amphithéâtre de 1 000 places aménagé en tirant parti du dénivelé naturel.